# Narodnoosvobodilni boj na Jadranu in slovenski pomorščaki
Narodnoosvobodilni boj na Jadranu in slovenski pomorščaki je zgodovinska monografija, delo avtorja Janeza Tomšiča. Knjiga je izšla leta 1974 kot del Knjižnice NOV in POS.
Sama knjiga se ukvarja z raziskovanjem narodnoosvobodilnega boja na Jadranu med drugo svetovno vojno, s poudarkom na delovanju Mornarice NOVJ.